# 特勞林
50°10′0″N 27°12′55″E / 50.16667°N 27.21528°E
特勞林（烏克蘭語：Траулин），是烏克蘭的村落，位於該國西部赫梅利尼茨基州，由舍佩蒂夫卡區負責管轄，始建於1593年，面積1.76平方公里，海拔高度263米，2023年人口571，人口密度每平方公里4,653.4人。